# Aphera lindae
Aphera lindae là một loài ốc biển, là động vật thân mềm chân bụng sống ở biển trong họ Cancellariidae.